# Bežovce
Bežovce este o comună slovacă, aflată în districtul Sobrance din regiunea Košice. Localitatea se află la altitudinea de 105 m deasupra n.m., se întinde pe o suprafață de 29,51 km2 și în 2017 număra 992 de locuitori. Se învecinează cu Svätuš, Tašuľa, Jenkovce, Záhor, Pinkovce, Lekárovce, Vysoká nad Uhom, Senné, Michalovce și Blatná Polianka.

## Istoric
Localitatea Bežovce este atestată documentar din 1214.

## Demografie
| An:                | 1994 | 2004    | 2014   | 2024   |
| ------------------ | ---- | ------- | ------ | ------ |
| Număr de persoane: | 1130 | 1007    | 971    | 1017   |
| Diferență:         |      | −10,88% | −3,57% | +4,73% |

| An:                | 2023 | 2024   |
| ------------------ | ---- | ------ |
| Număr de persoane: | 970  | 1017   |
| Diferență:         |      | +4,84% |